# Johann Ferdinand I. von Kuefstein

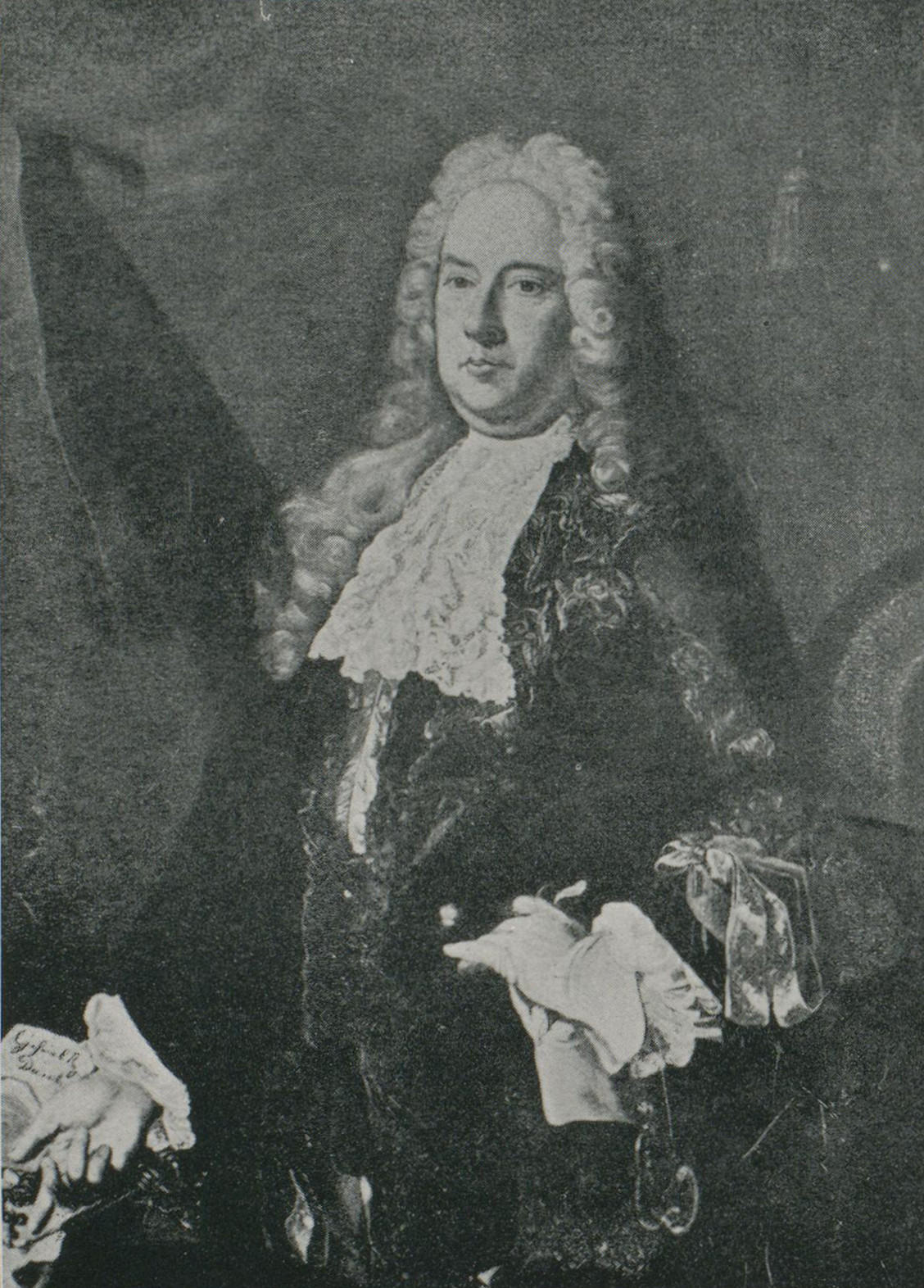
Johann Ferdinand I. von Kuefstein

Johann Ferdinand I. Graf von Kuefstein (* 26/27. März 1688 Wien; † 12. April 1755 in Wien, begraben in Greillenstein) war österreichischer Adeliger, Diplomat und Statthalter von Niederösterreich.

## Leben
Johann Ferdinand war der Sohn von Johann Georg IV. Graf von Kuefstein (1645–1699) und Anna Franziska Hocher, Freifrau von Hohenkräen (Hohenkrän), Tochter des Hofkanzlers Johann Paul Hocher. Johann Ferdinand studierte (1699 an Universität Wien immatrikuliert) und nach der Kavalierstour wurde er Kämmerer der späteren Kaiserin Maria Amalia. 1714 wurde er zum Reichshofrat ernannt, diente aber noch bei der nö. Regierung als Regierungsrat. Am 21. Mai 1716 wurde er wirklicher Reichshofrat, am 31. Mai auch wirkl. Kammerherr und 1717 statt seines verstorbenen Bruders Karl Direktor der Geheimreservierten Hofkasse, welches Amt er bis kurz vor seinem Tod ausübte. Es folgten Jahre, in denen er auf diplomatischen Missionen hauptsächlich im Reich unterwegs war (eine Folge der Pragmatische Sanktion). Am 13. Februar 1730 wird er Geheimer Rat, am 25. November erhält er die Stelle eines wirklichen Geheimen Rates. Für seine Verdienste wird ihm 1734 das große Palatinat verliehen, am 1. Juli 1735 wird er österreichischer Hofvizekanzler und bleibt dies auch unter Maria Theresia. Am 29. Dezember 1746 wird er nö Regierungsstatthalter, letzter Statthalter des Regiments der NÖ Lande, wie vom Kaiser Maximilian I. errichtet. Danach heißt die Regierung in publicis und Justizangelegenheiten werden von Verwaltung und Finanzen getrennt. Vor Umsetzung der Neuerungen trat Kuefstein am 23. April 1749 als Statthalter zurück, blieb aber Direktor der geheimen reservierten Hofkasse. Als Senior der Familie wurde Johann Ferdinand am 16. Jänner 1750 Oberst-Erbland-Silberkämmerer.
Johann Ferdinand I. Graf von Kuefstein heiratet am 9. Februar 1719 Maria Anna (1700–1766), Tochter von Maximilian Ludwig Graf Breuner, Feldmarschall, Hofkriegsrat, Generalkommissarius, und seiner zweiten Gattin Maximiliana Christina Gräfin von Portia. Der einzige Sohn hieß Johann Ferdinand II.
Nach dem Tod seines Bruders Johann Leopold wurde Johann Ferdinand I. 1745 Fideikommiss-Herr, als fünfter noch lebender Sohn. Den folgenden Rechtsstreit entschied 1747 das Landmarschall-Gericht, der wieder beeinsprucht wurde. Erst 1751 war Johann Ferdinand Graf Kuefstein rechtskräftig Herr des Fideikommisses Greillenstein, Feinfeld, Schauenstein und Burgschleinitz. Pläne, die Herrschaft Greillenstein herauszutrennen, scheiterten und schließlich machte er einen neuen eigenen Fideikommiss (das sogenannte jüngeres Institut) aus den Herrschaften Viehofen, Zagging, Rappoltenkirchen und Sieghartskirchen. Im Testament vom 5. März 1753 wurde die Primogenitur festgelegt, nur bei Fehlen eines letzten männlichen Nachkommen auch dessen Töchter deren Kinder. Johann Ferdinand wurde in der Familiengruft in Röhrenbach (Listeneintrag) begraben.
Johann Ferdinand I. war außerdem der Besitzer des Wiener Vorortes Breitensee, der heute ein Bezirksteil des 14. Wiener Gemeindebezirks Penzing ist. Nach ihm wurde 1894 die Kuefsteingasse, vormals Antonsgasse, benannt. Sie ist ebenfalls im Bezirksteil Breitensee liegend.